# Marzena Zięba
Marzena Zięba (ur. 27 marca 1990) – polska niepełnosprawna sztangistka, dwukrotna medalistka igrzysk paraolimpijskich.

## Życiorys
Urodziła się ze zdiagnozowaną artrogrypozą. Choroba uniemożliwia jej ugięcie kolan i swobodne poruszanie stopami. Ukończyła studium kosmetyczne.
Sport zaczęła uprawiać w wieku 8 lat w ramach Tarnowskiego Zrzeszenia Sportowego Niepełnosprawnych START. Początkowo trenowała rzut oszczepem, młotem oraz dyskiem. Gdy miała 15 lat, rozpoczęła treningi z podnoszenia ciężarów. W 2008 i 2012 startowała na letnich igrzyskach paraolimpijskich. W 2015 wywalczyła złoty medal na mistrzostwach Europy osób niepełnosprawnych w kategorii +86 kg.
W 2016 na Letnich Igrzyskach Paraolimpijskich w Rio de Janeiro w tej samej kategorii zajęła drugie miejsce. W 2018 została wicemistrzynią Europy, a w 2021 w Tokio zdobyła brązowy medal igrzysk paraolimpijskich (również w kategorii +86 kg). Startowała także na kolejnych igrzyskach w 2024.

## Odznaczenia
- Krzyż Kawalerski Orderu Odrodzenia Polski (2021)[7][8]
- Srebrny Krzyż Zasługi (2016)[9]